# Adolf von Massow

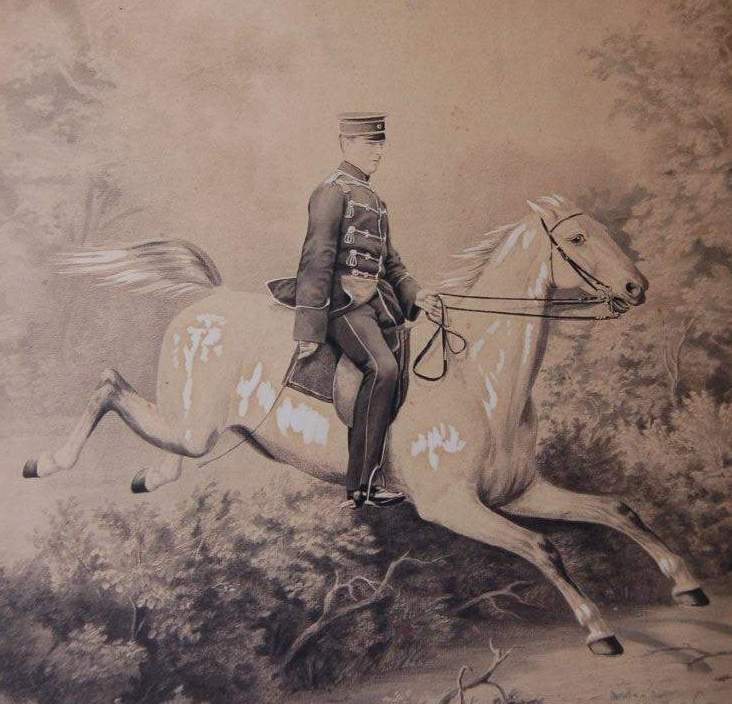
Adolf von Massow

Adolf von Massow (* 27. August 1837 in Berlin; † 8. Oktober 1909 in Rohr im Kreis Rummelsburg) war Rittergutsbesitzer, Offizier und Mitglied des Deutschen Reichstags.

## Leben
Adolf von Massow erhielt häuslichen Unterricht und trat in das Kadetten-Korps ein. 1857 wurde er Offizier im Zieten-Husaren-Regiment, später im Garde-Kürassier-Regiment, wo er es bis zum Major brachte. Weiter war er Mitglied des Kreistages und Amtsvorsteher.
Von 1879 bis 1882 war er Mitglied des Preußischen Abgeordnetenhauses und von 1881 bis 1898 des Deutschen Reichstags für den Wahlkreis Regierungsbezirk Köslin 2 Bütow, Rummelsburg, Schlawe und die Deutschkonservative Partei.
Massow heiratete am 29. November 1861 Mathilde Homeyer (1841–1874) und am 2. Juni 1878 Eleonore Freiin von Bretfeld zu Kronenburg (* 1851).